# ميريت كلارك رينغ
ميريت كلارك رينغ (بالإنجليزية: Merritt Clarke Ring)‏ هو محامي ودبلوماسي وسياسي أمريكي، ولد في 30 أكتوبر 1850، وتوفي في 21 يوليو 1915. حزبياً، نشط في الحزب الجمهوري. وقد انتخب عضو جمعية ولاية ويسكونسن وانتخب عضو مجلس ولاية ويسكونسن.